# Furacão Neki (2009)
O furacão Neki foi o mais intenso ciclone tropical a se formar no oceano Pacífico Centro-Norte na temporada de furacões no Pacífico de 2009 e o mais intenso ciclone tropical naquela região desde o furacão Ioke em 2006. Sendo o vigésimo terceiro sistema tropical, a vigésima tempestade tropical dotada de nome, o oitavo furacão e o quinto grande furacão da temporada de furacões no Pacífico de 2009, Neki formou-se de uma área de perturbações meteorológicas a sul do Havaí em 18 de outubro. Com boas condições meteorológicas, o sistema se tornou uma tempestade tropical mais tarde naquele dia, e para um furacão em 21 de outubro. Neki tornou-se um grande furacão ao atingir a intensidade equivalente a um furacão de categoria 3 na escala de furacões de Saffir-Simpson na madrugada (UTC) de 22 de outubro. Neki atingiu seu pico de intensidade logo em seguida, com ventos máximos sustentados de 195 km/h e uma pressão atmosférica central mínima de 956 mbar.
Neki passou pelo Papahānaumokuākea Marine National Monument, perto de French Frigate Shoals, em 23 de outubro, assim que Neki se enfraqueceu para uma tempestade tropical. Nenhum dano foi relatado.

## História meteorológica

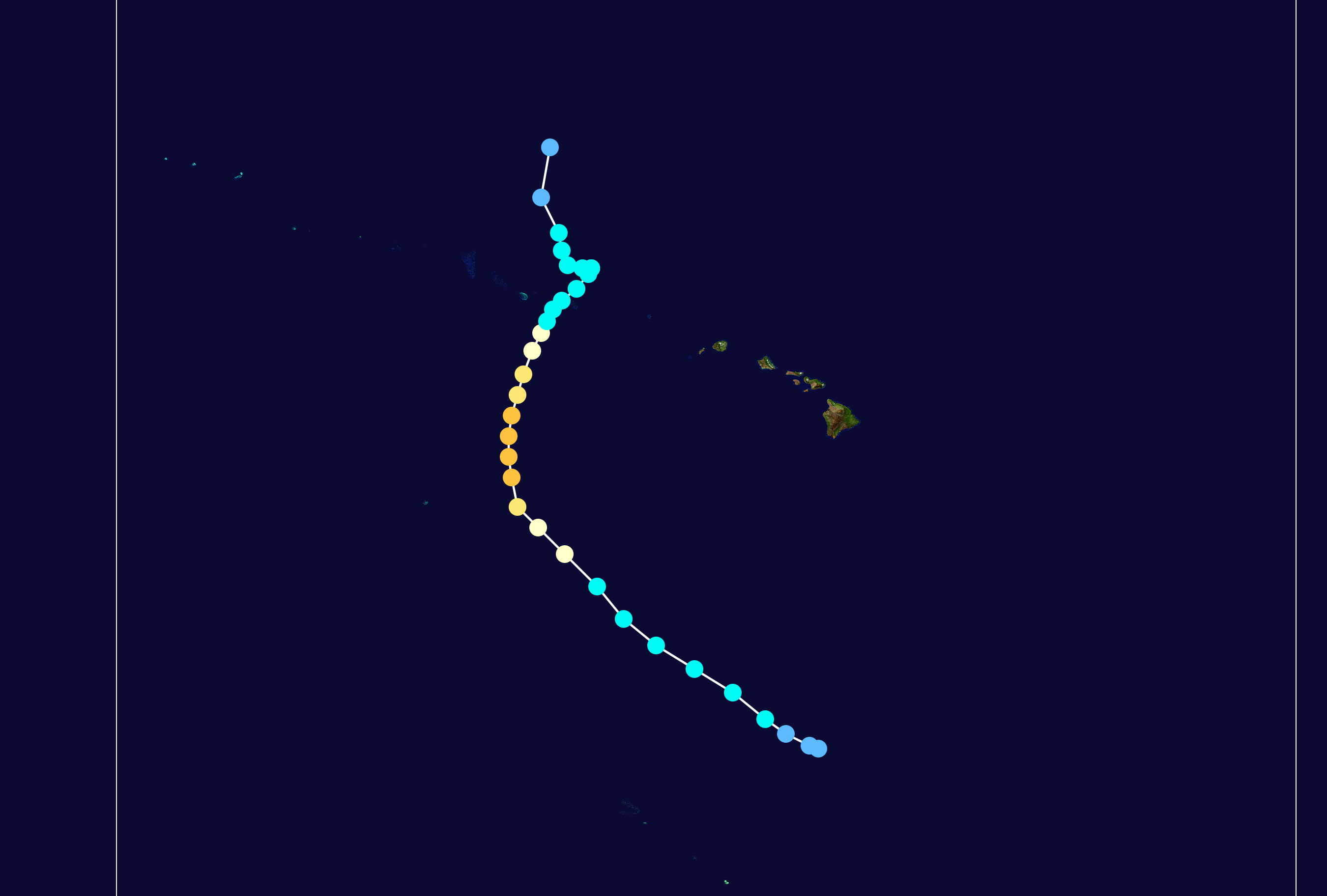
O caminho de Neki

O furacão Neki formou-se de uma área de baixa pressão que se formou em associação a um cavado quase equatorial ao sul do Havaí. Inicialmente, a área de baixa pressão estava conectada a este cavado, e apresentava áreas de convecção profunda apenas na borda de sua circulação ciclônica de baixos níveis. Porém, as condições meteorológicas estavam bastante favoráveis, com águas oceânicas quentes e baixo cisalhamento do vento. Seguindo inicialmente para oeste-sudoeste pela periferia sul de uma alta subtropical ao seu norte, a área de baixa pressão começou a se organizar, e o Centro de Furacões do Pacífico Central (CPHC) classificou o sistema como a terceira tempestade tropical formada no Oceano Pacífico Centro-Norte na temporada de furacões no Pacífico de 2009. Na madrugada (UTC) de 19 de outubro, uma banda curvada de tempestade formou-se em associação ao sistema, indicando que a depressão estava em pleno desenvolvimento. Sendo bastante amplo, por se formar de um imenso cavado de monção, a depressão se organizava lentamente, típico para este tipo de ciclogênese tropical, com a formação de um anticiclone sobre a depressão, os fluxos de saída do sistema ficaram mais bem estabelecidos. É digno de nota que a formação de ciclones tropicais de cavados de monção no Pacífico Centro-Norte é extremamente raro. Baseado em dados fornecidos pelo satélite QuikSCAT, o CPHC classificou a depressão para uma tempestade tropical naquela tarde (UTC), atribuindo-lhe o nome "Neki". Durante o restante daquele dia e na madrugada (UTC) de 20 de outubro, as áreas de convecção perto do centro do ciclone se dissiparam, dando a aparência de um cavado de monção bem definido ao invés de um ciclone tropical. No entanto, a partir daquela manha, novas áreas de convecção profunda se formaram em associação a Neki, que começou a se intensificar a partir de então. Naquela tarde, Neki começou a formar uma parede do olho parcial, indicando gradual intensificação assim que a tempestade começou a seguir para noroeste em resposta à aproximação de um cavado de médias latitudes ao seu noroeste. Com a contínua intensificação, Neki se tornou o primeiro furacão a se formar no Pacífico Centro-Norte desde o furacão Ioke em 2006, no início da madrugada (UTC) de 21 de outubro. Naquele momento, um olho irregular começou a se formar no centro de suas áreas de convecção.

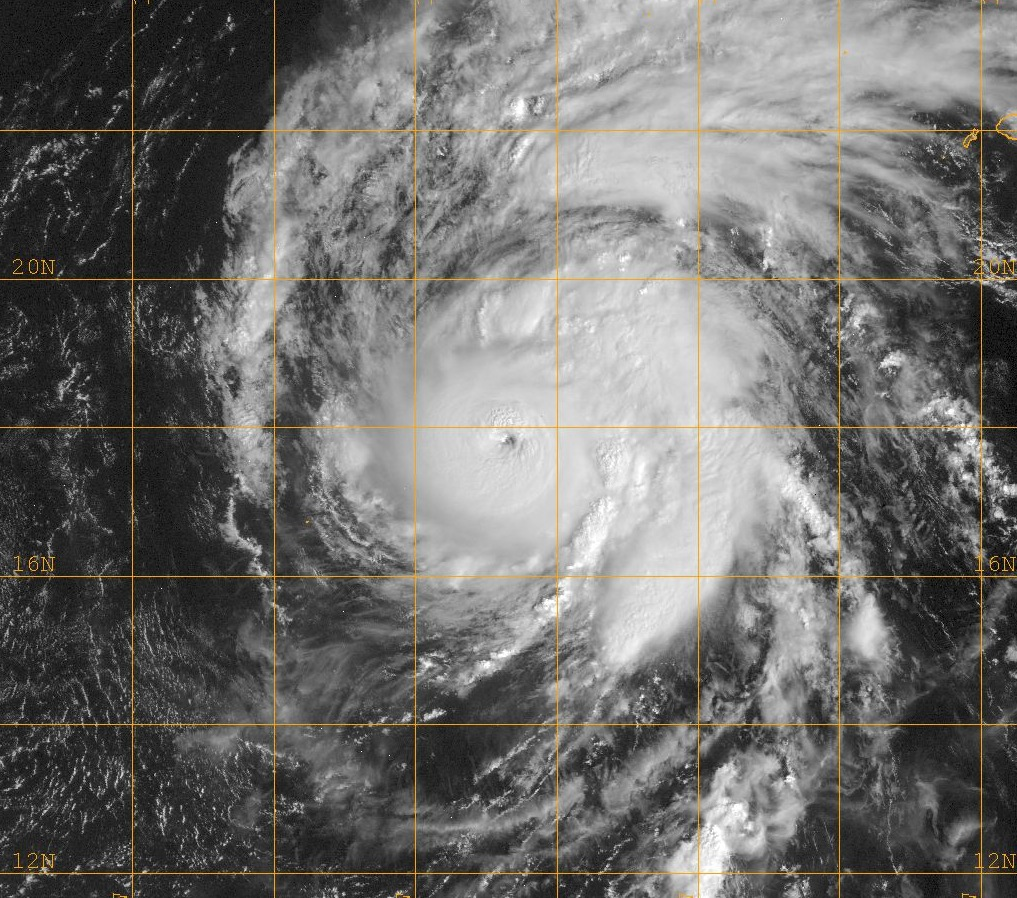
O furacão Neki em 21 de outubro, perto de seu pico de intensidade

A partir de então, Neki começou a sofrer rápida intensificação, e se tornou um furacão de categoria 2 na escala de furacões de Saffir-Simpson ainda naquela tarde (UTC), e se tornou um "grande furacão" ao atingir a intensidade equivalente a um furacão de categoria 3 na escala de furacões de Saffir-Simpson. Neki atingiu seu pico de intensidade no início da madrugada (UTC) de 22 de outubro, com ventos máximos sustentados de 195 km/h e uma pressão atmosférica central mínima de 956 mbar.
A partir de então, Neki começou a ser afetado pelo aumento do cisalhamento do vento associado a um cavado de altos níveis ao norte do Havaí. Seu olho ficou preenchido de nuvens naquele momento. O contínuo e forte cisalhamento do vento continuou a enfraquecer Neki, que deixou de ser um grande furacão na madrugada (UTC) de 23 de outubro, e Neki se enfraqueceu para um furacão de categoria 1 horas depois. Com o aumento adicional do cisalhamento do vento naquela tarde, a maior parte de suas áreas de convecção profunda foram removidas do centro de Neki, que finalmente se enfraqueceu para uma tempestade tropical. Ainda naquela noite (UTC), o centro de Neki ficou exposto, livre de nuvens, indicando contínuo e rápido enfraquecimento. Naquele momento, Neki tornou-se praticamente estacionário sobre o Papahānaumokuākea Marine National Monument, pequenos grupos de ilhotas e atóis a noroeste do Havaí.
Mesmo sob forte cisalhamento do vento, Neki foi capaz de manter sua intensidade por algumas horas na manhã (UTC) de 24 de outubro assim que novas áreas de convecção se formaram em associação à tempestade. Após um pequeno período de enfraquecimento, Neki foi capaz de manter sua intensidade por mais de 24 horas, mesmo sob intenso cisalhamento do vento e águas oceânicas marginalmente quentes para a sua sustentação. Na manhã (UTC) de 25 de outubro, Neki ficou praticamente estacionário ao norte das ilhas do noroeste do Havaí. No entanto, as circulações ciclônicas de baixos e altos níveis começaram a se separar devido ao forte cisalhamento do vento, contribuindo ainda mais para o enfraquecimento de Neki, que começou a seguir lentamente para oeste assim que o anticiclone que o guiava se afastou para nordeste. Na madrugada de 26 de outubro, a circulação ciclônica de Neki começou a perder definição devido à ausência de áreas significativas de convecção profunda. Naquela manhã, o cisalhamento do vento diminuiu, mas Neki já estava bastante desorganizado para voltar a se intensificar. Ao mesmo tempo, Neki voltou a seguir para norte com o estabelecimento da alta subtropical ao seu leste e nordeste. Mesmo sob condições meteorológicas pouco mais favoráveis, Neki continuou a seguir sobre águas mais frias e se enfraqueceu para uma depressão tropical na noite (UTC) de 26 de outubro. No início da madrugada (UTC) de 27 de outubro, Neki degenerou-se para uma área de baixa pressão remanescente, e o CPHC emitiu seu aviso final sobre o sistema.

## Preparativos e impactos
Embora ainda fosse uma tempestade tropical mínima, o Centro de Furacões do Pacífico Central previu que Neki se tornaria um furacão assim que seguia para noroeste. Devido a isso, o CPHC emitiu um alerta de furacão para o Atol de Johnston na tarde de 19 de outubro. No dia seguinte, o alerta de furacão foi substituído por um alerta de tempestade tropical assim que Neki já não era mais previsto atingir o atol com ventos de intensidade de um furacão. Mais tarde naquele dia, um alerta de furacão foi emitido para Papahānaumokuākea Marine National Monument, para as ilhas entre French Frigate Shoals e Lisianski. Na manhã seguinte, um aviso de furacão foi emitido para as ilhas entre French Frigate Shoals e Nihoa. Além disso, o alerta de tempestade tropical para o Atol de Johnston foi interrompido. Na madrugada de 22 de outubro, o alerta de furacão para as ilhas entre Lisianski e Marco Reef foi substituída por um alerta de tempestade tropical. Várias horas depois, o CPHC descontinuou este aviso. Na madrugada de 23 de outubro, assim que Neki se enfraqueceu para uma tempestade tropical, o aviso de furacão para as zonas entre o French Frigate Shoals e Nihoa e foi substituído por um aviso de tempestade tropical.
O furacão Neki, o primeiro ciclone tropical a atingir diretamente as ilhas havaianas desde o furacão Iniki em 1992, causou relativamente poucos prejuízos em Papahānaumokuākea Marine National Monument. Todas as construções na região não sofreram danos. No entanto, duas pequenas ilhas para o habitat natural, as ilhas Round e Disappearing foram grandemente afetadas. A primeira perdeu uma parte de seu território original assim que as fortes ondas causadas por Neki a atingiram completamente.